# The Electric Prunes
The Electric Prunes est un groupe américain de rock, originaire de Los Angeles, en Californie. Formé dans les années 1960, il trouve un bref succès avec des singles psychédéliques comme I Had Too Much to Dream (Last Night) ou Get Me to the World on Time. Il vit une histoire tourmentée, et disparaît à la fin de la décennie, pour se reformer en 2001.

## Historique

### Première période (1965–1970)
Le groupe est formé en 1965 dans la vallée de San Fernando, autour de James Lowe (chant), Mark Tulin (basse) et Ken Williams (guitare), bientôt rejoints par Mike Weakley (batterie) et Dick Hargraves (claviers). Il prend pour nom The Sanctions, puis Jim and the Lords.
L'année suivante, Hargraves quitte le groupe et est remplacé par James Spagnola (guitare). Ils sont découverts par Dave Hassinger, ingénieur chez RCA, et sortent un premier single, Ain't It Hard / Little Olive, sous leur nouveau nom, The Electric Prunes. Le single est un échec, mais leur suivant, I Had Too Much to Dream (Last Night) / Luvin, est en revanche un grand succès, qui atteint la onzième place des charts américains et se classe 49e au Royaume-Uni. À ce moment-là, Weakley a quitté le groupe à son tour et a été remplacé par Preston Ritter, donnant la configuration « classique » du groupe.
Leur single suivant, Get Me to the World on Time, fait une performance honorable dans les charts (27e aux États-Unis, 42e au Royaume-Uni), et incite les Prunes à sortir un premier album, également appelé The Electric Prunes: I Had Too Much to Dream (Last Night), qui peine à confirmer. Leur second album, Underground, sort la même année, dans l'indifférence générale. Ritter et Spagnola quittent le groupe, remplacés respectivement par un revenant, Mike « Quint » Weakley, et Mike Gannon.
Le groupe entame alors l'enregistrement de son troisième album, Mass in F Minor : une adaptation psychédélique d'une messe écrite par David Axelrod. Toutefois, cet album n'a des Prunes que le nom : devant l'incapacité des membres du groupe à lire correctement des partitions, des musiciens de studio sont embauchés pour les remplacer, et finalement, seuls Tulin, Weakley et Lowe jouent sur l'album. Il sort en 1968, mais la curiosité qu'il suscite ne se répercute pas sur ses ventes. Toutefois, une chanson extraite de cet album, Kyrie Eleison, sera reprise sur la bande originale du film Easy Rider (1969). Entre-temps, Weakley quitte le groupe durant leur tournée européenne, immortalisée trente ans plus tard par l'album Stockholm (1997), et Joe Dooley le remplace.
Les relations au sein du groupe deviennent difficiles, d'autant que Hassinger a un contrôle absolu sur leurs activités. James Lowe finit par claquer la porte pendant une tournée au Texas, bientôt suivi par Gannon et Dooley. Tulin et Williams, derniers membres originaux du groupe, font appel à des musiciens de session (John Raines à la batterie, Jerry Stuart au piano, Kenny Loggins à la guitare), mais leur unique tournée se révèle si désastreuse (« peut-être la pire tournée de tous les temps », selon Tulin) qu'ils décident d'abandonner à la mi-1968.
Toutefois, Hassinger possède les droits sur le nom du groupe, et il réunit de nouveaux musiciens pour un nouvel album dans la lignée de Mass in F Minor, Release of an Oath, qui sort en novembre 1968. Le groupe se compose alors de John Herron (orgue), Brett Wade (basse, flûte), Mark Kincaid (guitare, chant) et Richard Whetstone (chant, batterie). Il sort encore un album l'année suivante, Just Good Old Rock and Roll, et disparaît à son tour l'année suivante.

### Retour (depuis 2001)
Grâce à la présence de leur tube I Had Too Much to Dream (Last Night) dans la compilation Nuggets: Original Artyfacts from the First Psychedelic Era, 1965-1968, sortie en 1972, les Electric Prunes ne sombrent pas totalement dans l'oubli après leur disparition. Parallèlement aux rééditions de leurs albums originaux, des bandes sont exhumées et paraissent dans les années 1990. Le groupe se reforme en 2001 autour de ses trois fondateurs, James Lowe, Mark Tulin et Ken Williams ; ils se contentent tout d'abord de jouer en concert, puis sortent trois albums, Artifact (2001), California (2004) et Feedback (2007). En 2014 sort l'album WaS.

## Discographie

### Albums studio
- 1967 : The Electric Prunes: I Had Too Much to Dream (Last Night)
- 1967 : Underground (en)
- 1968 : Mass in F Minor (en)
- 1968 : Release of an Oath (en)
- 1969 : Just Good Old Rock and Roll (en)
- 2001 : Artifact (en)
- 2004 : California
- 2007 : Feedback
- 2014 : WaS

### Albums live
- 1997/2002 : Stockholm (avec des pochettes Face A différentes)
- 2000 : The Sanctions / Jim and the Lords: Then Came the Electric Prunes

### Compilations
- 1986 : Long Day's Flight
- 1995 : The Singles
- 2001 : Lost Dreams
- 2001 : Artifact

## DVD
- 2002 : Rewired